# مگردیچ خان داویدخانیان
ستوان دوم مگردیچ خان داویدخانیان (ارمنی: Մկրտիչ խան Դավիթխանյան) یک نظامی ایرانی ارمنی‌تبار بود.

## زندگی‌نامه
مگردیچ خان داویدخانیان فرزند سرتیپ سرکیس خان در سال ۱۲۸۱خ (۱۹۰۲م) در جلفای اصفهان متولد شد و در سن ۱۰ سالگی جهت تحصیل به ارمنستان اعزام شد و در سن ۱۳ سالگی داوطلبانه در جنگ‌های ارامنه با عثمانی‌ها شرکت نمود. او را «کوچکترین جنگجو» نیز می‌نامیدند. بعد از خاتمهٔ جنگ به اصفهان بازگشته و وارد ارتش ایران شد؛ و در جنگ‌های بسیاری با عشایر و شورشیان شرکت داشت. وی در ساخلوی (پادگان) جنوب به مقام «فرماندار حکومت نظامی دزفول» منصوب شد و در برچیدن حکومت خودمختار شیخ خزعل و دستگیری وی نقش چشمگیری داشت. وی به دریافت «نشان درجه ۲ سپه» نائل شد و از طرف سرلشکر فضل‌الله زاهدی به سمت «ریاست اسکورت مخصوص سردار سپه در جنوب» منصوب شد. مگردیچ خان داویدخانیان پس از استعفاء از ارتش در سال ۱۳۲۹خ. (۱۹۵۰م) «شرکت کارخانه داگا» (تولیدکننده گازهای صنعتی و یخ خشک) را تأسیس نمود. مگردیچ خان در سال ۱۳۶۲خ (۱۹۸۳م) دارفانی را بدرود گفت.